# Juchnauka (obwód witebski)
Juchnauka (biał. Юхнаўка; ros. Юхновка, Juchnowka) – wieś na Białorusi, w obwodzie witebskim, w rejonie dokszyckim, w sielsowiecie Biehomla. W 2009 roku liczyła 66 mieszkańców.